# Analoge computer

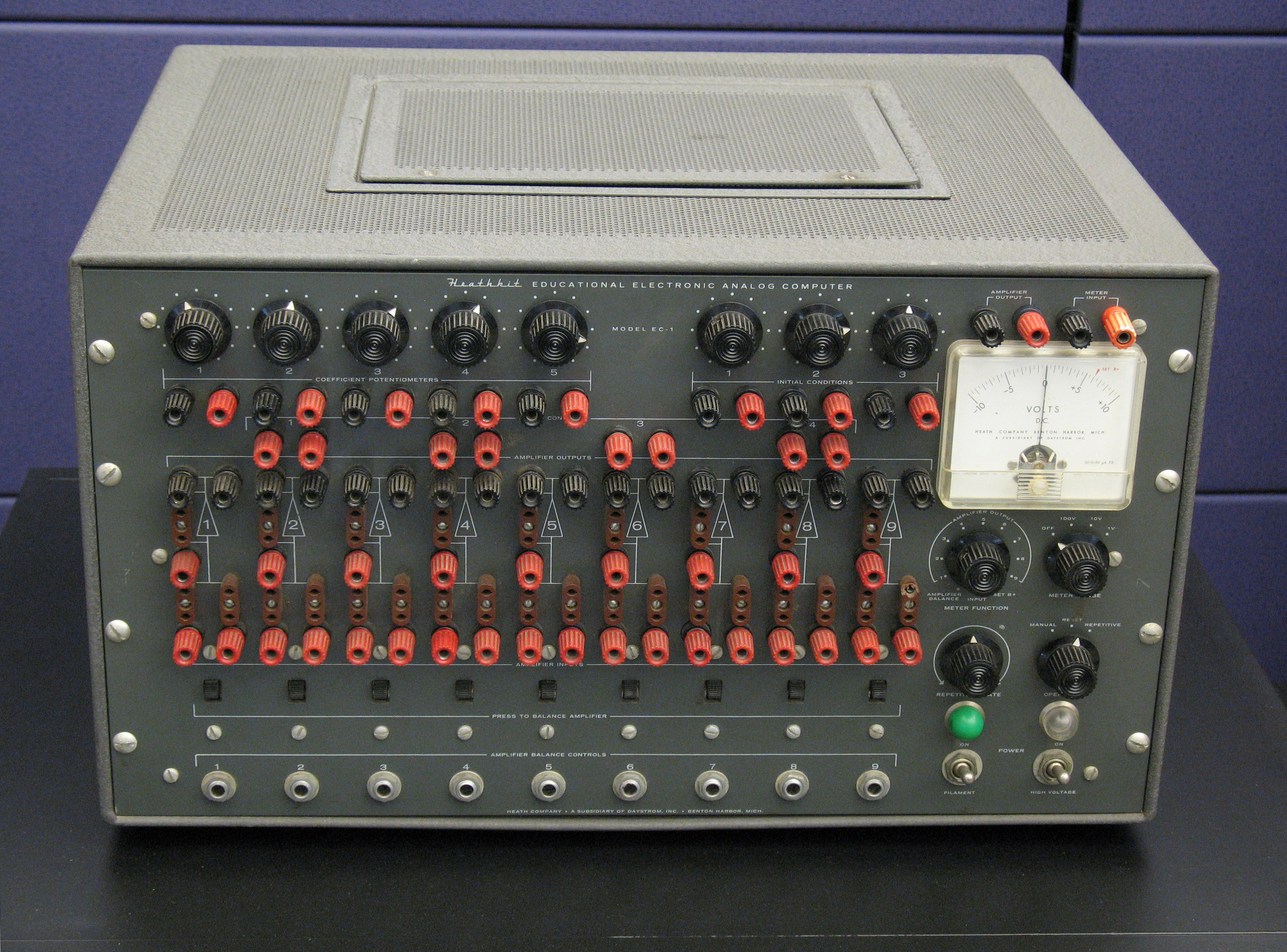
Heathkit EC-1 training analoge computer uit de jaren 1960

Een analoge computer is een computer die met analoge signalen rekent in plaats van digitale getallen. Elektronische componenten vormen een belangrijk onderdeel van een analoge computer. Deze componenten kunnen een aantal functies uitvoeren zoals optellen, vermenigvuldigen, integreren en differentiëren.

## Geschiedenis
De eerste analoge rekenmachine was waarschijnlijk het mechanisme van Antikythera, van omstreeks 100–200 v.Chr. Een recenter voorbeeld is de rekenliniaal, ontwikkeld vanaf 1620 en de planimeter. Er zijn in de loop van de geschiedenis complexe mechanische rekenmachines gebouwd, maar die worden niet meer gebruikt.
Analoge computers werden onder andere toegepast bij het analyseren en simuleren van regelsystemen, maar ze zijn ook veel toegepast in de richtsystemen van kanonnen op zowel oorlogsschepen als op forten, in de bomrichtmiddelen in bommenwerpers of in geleidingssystemen van raketten, bijvoorbeeld in de Nike Hercules maar ook al in de V2. Elektronische computers, maar voor een deel nog analoog, werden vanaf de jaren 1940 in de luchtvaarttechniek in de Verenigde Staten gebruikt, toen de United States Air Force steeds belangrijker werd.
Analoge computers waren vooral geschikt om oplossingen van differentiaalvergelijkingen te benaderen. Zeker tot in de jaren 60 van de twintigste eeuw was deze methode in gebruik. Het voordeel ten opzichte van de toenmalige digitale computers was dat de resultaten direct na een initiële stabilisatietijd, de settling, beschikbaar waren en de parameters met een meter, bijvoorbeeld met een potentiometer konden worden ingesteld. Bij digitale computers was het in die tijd nog gebruikelijk om een programma eerst in te ponsen, de ponskaarten bij een balie af te leveren en later de uitvoer op te halen. Dat was bewerkelijk.
Met de opkomst van de snelle personal computer met een grafische interface nam het gebruik van analoge computers af. De berekeningen, die met de analoge computer mogelijk waren, zijn met moderne software eenvoudiger te realiseren en er kunnen mooiere beelden mee worden gemaakt.

## Opbouw en werking
De belangrijkste onderdelen van een elektronische analoge computer zijn de operationele versterkers, meestal op-amps genoemd, van het Engelse operational amplifier. Door elektronische componenten zoals weerstanden en condensatoren om deze op-amps aan de ingang op te nemen of in een terugkoppeling, kunnen met deze schakelingen de nodige rekenkundige functies worden uitgevoerd. Een analoge computer wordt 'geprogrammeerd' door de schakelingen in een bepaald patroon met elkaar te verbinden en de weerstanden en condensatoren in te stellen. De verbindingen worden op een patchpanel gemaakt. Het herprogrammeren houdt dan in het verwisselen van een patchpanel en het instellen van de waarden. 
- De invoergegevens van een analoge computer bestaan uit regelbare stroom- of spanningsbronnen die een analoge waarde representeren, bijvoorbeeld hoogte of druk. Een spanningsbron kan bijvoorbeeld een variabele weerstand of potentiometer zijn die afhankelijk van de stand van een mechanische hoekverdraaiing een overeenkomstige analoge spanning levert, waarbij dus spanning evenredig of analoog is aan de hoekverdraaiing.
- De rekenkundige bewerkingen zoals optellen, aftrekken, vermenigvuldigen, integreren en differentiëren worden door de elektronische componenten daarvoor uitgevoerd. De werking van deze componenten wordt in grote mate door de manier van terugkoppeling bepaald in het elektronische circuit.
- De programmering bestaat uit het met elkaar verbinden van de diverse onderdelen en het instellen van parameters door het instellen van potentiometers.
- De uitvoer wordt, vaak als functie van de tijd, met behulp van een X-Y-plotter op papier gezet, met een voltmeter of een oscilloscoop afgelezen of gebruikt voor de sturing/instelling van systemen via servo's. Daarbij is denken aan het verder open of dicht zetten van een kraan of aan het richten van een kanon.

## Websites
- The Analog Computer Museum's Collection. voorbeelden
- YouTube. Mechanical Computer (All Parts) - Basic Mechanisms In Fire Control Computers, 1953.